# Jamshila
Jamshila là một thị trấn thống kê (census town) của quận Sonbhadra thuộc bang Uttar Pradesh, Ấn Độ.

## Nhân khẩu
Theo điều tra dân số năm 2001 của Ấn Độ, Jamshila có dân số 10.270 người. Phái nam chiếm 55% tổng số dân và phái nữ chiếm 45%. Jamshila có tỷ lệ 74% biết đọc biết viết, cao hơn tỷ lệ trung bình toàn quốc là 59,5%: tỷ lệ cho phái nam là 82%, và tỷ lệ cho phái nữ là 65%. Tại Jamshila, 11% dân số nhỏ hơn 6 tuổi.